# 6. Biathlon-Weltcup 2023/24 (Antholz-Anterselva)
Der 6. Weltcup der Biathlonsaison 2023/24 war der letzte Weltcup vor den Biathlon-Weltmeisterschaften 2024 und fand im Ortsteil Antholz Obertal der italienischen Gemeinde Rasen-Antholz statt. Die Wettkämpfe in der Südtirol Arena, dem mit etwa 1600 Metern über dem Meeresspiegel höchstgelegenen Austragungsort der Saison, wurden vom 15. bis 21. Januar 2024 ausgetragen.
Erstmals seit der Saison 2018/19 standen wieder verkürzte Einzelwettkämpfe im Weltcupkalender. Damals hatte man in Canmore aufgrund von extremer Kälte die originale Renndistanz eingekürzt.

## Wettkampfprogramm
| Datum        | Männer    | Männer                  | Frauen                  | Frauen                  |
| ------------ | --------- | ----------------------- | ----------------------- | ----------------------- |
| Do, 18.01.24 | 14:20 Uhr | Kurzeinzel (15 km)      |                         |                         |
| Fr, 19.01.24 |           |                         | 13:40 Uhr 1             | Kurzeinzel (12,5 km)    |
| Sa, 20.01.24 | 12:55 Uhr | Single-Mixed-Staffel    | Single-Mixed-Staffel    | Single-Mixed-Staffel    |
| Sa, 20.01.24 | 14:45 Uhr | Mixedstaffel (4 × 6 km) | Mixedstaffel (4 × 6 km) | Mixedstaffel (4 × 6 km) |
| So, 21.01.24 | 12:30 Uhr | Massenstart (15 km)     | 14:45 Uhr               | Massenstart (12,5 km)   |

## Teilnehmende Nationen und Athleten
| Nation               | Anzahl               | Athlet | Athletin |
| Europa (24 Nationen) | Europa (24 Nationen) | Europa (24 Nationen) | Europa (24 Nationen)                                                                                                  |
| -------------------- | -------------------- | --- | --- |
| Belgien              | 3+2                  | César Beauvais, Florent Claude, Thierry Langer                                                                                            | Maya Cloetens, Lotte Lie                                                                                              |
| Bulgarien            | (4)+4                | Wladimir Iliew, Anton Sinapow, Blagoj Todew, Konstantin Wassilew                                                                          | Lora Christowa, Walentina Dimitrowa, Daniela Kadewa, Marija Sdrawkowa                                                 |
| Dänemark             | 1                    | Rasmus Schiellerup | |
| Deutschland          | 6+6                  | Benedikt Doll, Johannes Kühn, Philipp Nawrath, Roman Rees, Danilo Riethmüller, Justus Strelow                                             | Selina Grotian, Janina Hettich-Walz, Franziska Preuß, Johanna Puff, Sophia Schneider, Vanessa Voigt                   |
| Estland              | (5)+4                | Jakob Kulbin, Raido Ränkel, Kristo Siimer, Mehis Udam, Rene Zahkna                                                                        | Regina Ermits, Hanna-Brita Kaasik, Susan Külm, Tuuli Tomingas                                                         |
| Finnland             | (6)+4                | Tuomas Harjula, Arttu Heikkinen, Olli Hiidensalo, Otto Invenius, Heikki Laitinen, Jaakko Ranta                                            | Noora Kaisa Keränen, Venla Lehtonen, Sonja Leinamo, Suvi Minkkinen                                                    |
| Frankreich           | 6+6                  | Fabien Claude, Quentin Fillon Maillet, Antonin Guigonnat, Émilien Jacquelin, Oscar Lombardot, Éric Perrot                                 | Justine Braisaz-Bouchet, Sophie Chauveau, Gilonne Guigonnat, Lou Jeanmonnot, Jeanne Richard, Julia Simon              |
| Grönland             | 1                    | | Ukaleq Astri Slettemark                                                                                               |
| Italien              | 5+6                  | Didier Bionaz, Patrick Braunhofer, Tommaso Giacomel, Lukas Hofer, Elia Zeni                                                               | Michela Carrara, Samuela Comola, Rebecca Passler, Sara Scattolo, Lisa Vittozzi, Dorothea Wierer                       |
| Kroatien             | 1+1                  | Krešimir Crnković | Anika Kožica |
| Lettland             | (4)+(4)              | Renārs Birkentāls, Edgars Mise, Aleksandrs Patrijuks, Andrejs Rastorgujevs                                                                | Baiba Bendika, Sandra Buliņa, Sanita Buliņa, Annija Sabule                                                            |
| Litauen              | 4+3                  | Maksim Fomin, Tomas Kaukėnas, Jokūbas Mačkinė, Vytautas Strolia                                                                           | Natalija Kočergina, Judita Traubaitė, Lidia Žurauskaitė                                                               |
| Moldau               | 3+3                  | Pawel Magasejew, Maxim Makarow, Michail Ussow                                                                                             | Alla Ghilenko, Aljona Makarowa, Alina Stremous                                                                        |
| Norwegen             | (7)+6                | Johannes Thingnes Bø, Tarjei Bø, Vetle Sjåstad Christiansen, Johannes Dale-Skjevdal, Sturla Holm Lægreid, Vebjørn Sørum, Endre Strømsheim | Juni Arnekleiv, Maren Kirkeeide, Karoline Offigstad Knotten, Ida Lien, Marit Ishol Skogan, Ingrid Landmark Tandrevold |
| Österreich           | 5+5                  | Simon Eder, David Komatz, Felix Leitner, Magnus Oberhauser, Dominic Unterweger                                                            | Anna Gandler, Lisa Hauser, Anna Juppe, Tamara Steiner, Dunja Zdouc                                                    |
| Polen                | 4+4                  | Konrad Badacz, Jan Guńka, Kacper Guńka, Marcin Zawół                                                                                      | Daria Gembicka, Joanna Jakieła, Anna Mąka, Natalia Sidorowicz                                                         |
| Rumänien             | 4+3                  | George Buta, George Colțea, Raul Flore, Dmitri Schamajew                                                                                  | Andreea Mezdrea, Anastassija Tolmatschowa, Jelena Tschirkowa                                                          |
| Schweden             | 6+6                  | Viktor Brandt, Peppe Femling, Jesper Nelin, Emil Nykvist, Martin Ponsiluoma, Sebastian Samuelsson                                         | Sara Andersson, Mona Brorsson, Anna Magnusson, Elvira Öberg, Hanna Öberg, Linn Persson                                |
| Schweiz              | 3+4                  | Joscha Burkhalter, James Pacal, Sebastian Stalder                                                                                         | Amy Baserga, Aita Gasparin, Elisa Gasparin, Lena Häcki-Groß                                                           |
| Slowakei             | 1+2                  | Damián Cesnek | Mária Remeňova, Zuzana Remeňova                                                                                       |
| Slowenien            | 4+4                  | Miha Dovžan, Lovro Planko, Matic Repnik, Toni Vidmar                                                                                      | Polona Klemenčič, Živa Klemenčič, Anamarija Lampič, Lena Repinc                                                       |
| Tschechien           | (6)+4                | Vítězslav Hornig, Mikuláš Karlík, Jonáš Mareček, Tomáš Mikyska, Jakub Štvrtecký, Adam Václavík                                            | Lucie Charvátová, Markéta Davidová, Jessica Jislová, Tereza Voborníková                                               |
| Ukraine              | (6)+5                | Dmytrij Hruschtschak, Taras Lessjuk, Denys Nassyko, Dmytro Pidrutschnyj, Artem Pryma, Artem Tyschtschenko                                 | Chrystyna Dmytrenko, Julija Dschyma, Anna Krywonos, Anastassija Merkuschyna, Iryna Petrenko                           |
| Amerika (2 Nationen) |                      | | |
| Kanada               | 4+3                  | Christian Gow, Trevor Kiers, Logan Pletz, Adam Runnalls                                                                                   | Emma Lunder, Nadia Moser, Benita Peiffer                                                                              |
| Vereinigte Staaten   | 4+4                  | Vincent Bonacci, Jake Brown, Maxime Germain, Campbell Wright                                                                              | Kelsey Dickinson, Jackie Garso, Deedra Irwin, Chloe Levins                                                            |
| Asien (3 Nationen)   |                      | | |
| Japan                | 3+2                  | Kiyomasa Ojima, Mikito Tachizaki, Masaharu Yamamoto                                                                                       | Hikaru Fukuda, Aoi Sato                                                                                               |
| Kasachstan           | (4)+(3)              | Nikita Akimow, Kirill Bauer, Wladislaw Kirejew, Alexander Muchin                                                                          | Polina Jegorowa, Arina Krjukowa, Galina Wischnewskaja-Scheporenko                                                     |
| Südkorea             | (3)+3                | Choi Du-jin, Timofei Lapschin, Alexander Starodubez                                                                                       | Jekaterina Awwakumowa, Choi Yoo-nah, Ko Eun-jung                                                                      |
| Ozeanien (1 Nation)  |                      | | |
| Australien           | 1                    | | Darcie Morton |

## Ausgangslage
Als Gesamtweltcupführende gingen Johannes Thingnes Bø und Ingrid Landmark Tandrevold, die sich am vorherigen Wochenende wieder an die Spitze der Rangliste gesetzt hatte, an den Start.
Mit diesem letzten Weltcupwochenende des zweiten Trimesters entschied sich auch, welche Athleten bei den Weltmeisterschaften starteten. Generell fanden nicht viele Athletenwechsel statt, beispielsweise bekam im norwegischen Team Ida Lien nach guten Leistungen im IBU-Cup ihren ersten Weltcupstart des Winters. In der französischen Mannschaft wurden zwei Wechsel vollzogen, Gilonne und Antonin Guigonnat waren zurück und ersetzten damit Océane Michelon sowie Valentin Lejeune.
Mehrere Wechsel gab es in den deutschsprachigen Teams: Deutschland setzte im Damenfeld auf Selina Grotian und Johanna Puff, während Hanna Kebinger und Julia Tannheimer nicht mehr starteten. Kurzfristig wurde außerdem Danilo Riethmüller ins Team geholt, da Philipp Horn krankheitsbedingt ausfiel. Im italienischen Team war Dorothea Wierer zurück und ersetzte Hannah Auchentaller, Beatrice Trabucchi wurde durch Sara Scattolo, die ihr Debüt auf der höchsten Ebene gab, ersetzt. Die Schweizer Mannschaft war aufgrund der krankheitsbedingten Ausfälle von Niklas Hartweg und Jeremy Finello stark dezimiert, James Pacal gab sein Weltcupdebüt. Auch Lea Meier startete nicht.
Mit Rasmus Schiellerup startete erstmals ein Däne in einem regulären Weltcuprennen.

## Ergebnisse
| 6. Weltcup in Antholz, 15. bis 21. Januar 2024 | 6. Weltcup in Antholz, 15. bis 21. Januar 2024 | 6. Weltcup in Antholz, 15. bis 21. Januar 2024                                   | 6. Weltcup in Antholz, 15. bis 21. Januar 2024                      | 6. Weltcup in Antholz, 15. bis 21. Januar 2024                     |
| ---------------------------------------------- | ---------------------------------------------- | -------------------------------------------------------------------------------- | ------------------------------------------------------------------- | ------------------------------------------------------------------ |
| Datum                                          | Disziplin                                      | Erster Platz                                                                     | Zweiter Platz                                                       | Dritter Platz                                                      |
| 18. Januar 2024 (Do.)                          | Kurzeinzel (15 km)                             | Johannes Thingnes Bø                                                             | Tarjei Bø                                                           | Johannes Kühn                                                      |
| 19. Januar 2024 (Fr.)                          | Kurzeinzel (12,5 km)                           | Lena Häcki-Groß                                                                  | Julia Simon                                                         | Lou Jeanmonnot                                                     |
| 20. Januar 2024 (Sa.)                          | Single-Mixed-Staffel                           | DeutschlandVanessa Voigt Justus Strelow                                          | NorwegenIngrid Landmark Tandrevold Vetle Sjåstad Christiansen       | ÖsterreichLisa Hauser Simon Eder                                   |
| 20. Januar 2024 (Sa.)                          | Mixedstaffel (4 × 6 km)                        | NorwegenJuni Arnekleiv Karoline Offigstad Knotten Tarjei Bø Johannes Thingnes Bø | ItalienDorothea Wierer Lisa Vittozzi Didier Bionaz Tommaso Giacomel | SchwedenAnna Magnusson Elvira Öberg Jesper Nelin Martin Ponsiluoma |
| 21. Januar 2024 (So.)                          | Massenstart (15 km)                            | Vetle Sjåstad Christiansen                                                       | Johannes Dale-Skjevdal                                              | Vebjørn Sørum                                                      |
| 21. Januar 2024 (So.)                          | Massenstart (12,5 km)                          | Julia Simon                                                                      | Lou Jeanmonnot                                                      | Lena Häcki-Groß                                                    |

## Verlauf

### Kurzeinzel

#### Männer
Start: Donnerstag, 18. Januar 2024, 14:20 Uhr
| Platz | Sportler                   | Zeit        | Schießfehler |
| ----- | -------------------------- | ----------- | ------------ |
| 1     | Johannes Thingnes Bø       | 37:28,0 min | 0+0+0+0      |
| 2     | Tarjei Bø                  | +1:36,1     | 0+1+0+1      |
| 3     | Johannes Kühn              | +1:44,0     | 0+0+0+2      |
| 4     | Johannes Dale-Skjevdal     | +1:47,3     | 0+2+0+1      |
| 5     | Martin Ponsiluoma          | +1:58,6     | 1+0+1+1      |
| 6     | Vetle Sjåstad Christiansen | +2:16,4     | 1+1+0+0      |
| 7     | Danilo Riethmüller         | +2:27,6     | 0+1+0+0      |
| 8     | Tommaso Giacomel           | +2:37,7     | 0+2+0+2      |
| 9     | Artem Pryma                | +2:38,8     | 0+0+1+0      |
| 10    | Roman Rees                 | +2:41,3     | 1+1+0+0      |
| 0     |                            |             |              |
| 12    | Sebastian Stalder          | +2:46,5     | 1+0+0+1      |
| 15    | Florent Claude             | +2:55,5     | 1+1+0+0      |
| 21    | Simon Eder                 | +3:13,8     | 1+1+0+0      |
| 24    | Joscha Burkhalter          | +3:29,6     | 1+1+0+1      |
| 30    | Justus Strelow             | +3:51,5     | 3+0+0+0      |
| 36    | Patrick Braunhofer         | +4:26,5     | 0+2+0+1      |
| 41    | Philipp Nawrath            | +4:54,5     | 1+2+1+1      |
| 42    | Elia Zeni                  | +4:56,9     | 3+0+0+0      |
| 44    | Benedikt Doll              | +5:03,6     | 2+2+1+1      |
| 48    | Thierry Langer             | +5:25,6     | 1+0+0+2      |
| 49    | Didier Bionaz              | +5:26,3     | 0+2+1+3      |
| 53    | David Komatz               | +5:30,0     | 0+1+0+1      |
| 60    | César Beauvais             | +6:02,0     | 0+0+0+2      |
| 62    | Felix Leitner              | +6:09,9     | 0+2+2+0      |
| 65    | Lukas Hofer                | +6:17,4     | 3+1+2+2      |
| 66    | Magnus Oberhauser          | +6:19,5     | 0+1+2+0      |
| 69    | James Pacal                | +6:50,4     | 1+2+1+1      |
| 73    | Dominic Unterweger         | +7:04,6     | 2+0+0+1      |

Gemeldet: 104
Nicht am Start:  Mehis Udam
Nicht beendet:  Trevor Kiers
Dank einer fehlerfreien Schießleistung und der zweitschnellsten Kurszeit gewann Johannes Thingnes Bø bei wechselhaften Bedingungen das zweite jemals im Weltcup ausgetragene Kurzeinzel souverän. Dahinter klassierten sich dessen Bruder Tarjei sowie Johannes Kühn, der zum ersten Mal in diesem Winter auf dem Podest stand. Ein außergewöhnlich gutes Rennen lieferte Weltcupdebütant Danilo Riethmüller ab, der sich dank 19 Treffern auf Anhieb auf Rang sieben klassierte. Wie in einem Einzel üblich, gab es einige Saison- und Karrierebestleistungen von Sportlern unterschiedlichster Nationen. Ihr bestes Karriereergebnis erzielten Otto Invenius (11.), Oscar Lombardot (16.), George Buta (22.) und Jaakko Ranta (23.), erstmals Weltcuppunkte gewannen Viktor Brandt (32.), Matic Repnik (38.) und Kirill Bauer (39.). Artem Pryma hatte im Winter bisher noch keinen Weltcuppunkt geholt und wurde überraschend Neunter, Enttäuschungen gab es durch Sturla Holm Lægreid, Endre Strømsheim und vor allem Sebastian Samuelsson, die sich außerhalb der besten 20, beziehungsweise im Fall von Samuelsson sogar nur auf Platz 59 einreihten. Mit Ausnahme von Simon Eder enttäuschten auch die Österreicher auf ganzer Linie, auch Italien erzielte, ausgenommen Giacomel, keine besonderen Ergebnisse. Die schnellste Laufzeit setzte Johannes Dale-Skjevdal, alle 20 Scheiben trafen Johannes Thingnes Bø und George Buta.

#### Frauen
Start: Freitag, 19. Januar 2024, 13:40 Uhr
| Platz | Sportler                   | Zeit        | Schießfehler |
| ----- | -------------------------- | ----------- | ------------ |
| 1     | Lena Häcki-Groß            | 36:49,0 min | 0+0+0+0      |
| 2     | Julia Simon                | +20,2       | 0+1+0+1      |
| 3     | Lou Jeanmonnot             | +31,4       | 0+0+1+0      |
| 4     | Vanessa Voigt              | +37,2       | 0+0+0+0      |
| 5     | Juni Arnekleiv             | +41,1       | 0+0+0+1      |
| 6     | Karoline Offigstad Knotten | +52,2       | 0+0+0+1      |
| 7     | Janina Hettich-Walz        | +1:13,9     | 0+0+0+2      |
| 8     | Franziska Preuß            | +1:23,1     | 0+2+0+0      |
| 9     | Ida Lien                   | +1:25,3     | 0+2+0+0      |
| 10    | Elvira Öberg               | +1:55,8     | 1+1+0+0      |
| 0     |                            |             |              |
| 14    | Dorothea Wierer            | +2:07,5     | 0+0+0+1      |
| 16    | Lisa Vittozzi              | +2:15,0     | 1+1+1+0      |
| 21    | Aita Gasparin              | +3:02,9     | 1+1+0+0      |
| 23    | Lisa Hauser                | +3:13,3     | 1+1+0+1      |
| 26    | Rebecca Passler            | +3:27,4     | 1+1+0+1      |
| 29    | Anna Juppe                 | +3:31,7     | 1+0+2+1      |
| 30    | Michela Carrara            | +3:34,7     | 0+2+0+3      |
| 35    | Johanna Puff               | +3:41,7     | 0+1+1+1      |
| 36    | Amy Baserga                | +3:48,8     | 1+0+0+2      |
| 37    | Tamara Steiner             | +4:00,5     | 0+1+0+1      |
| 40    | Dunja Zdouc                | +4:09,5     | 0+0+1+2      |
| 41    | Sophia Schneider           | +4:17,0     | 0+1+0+0      |
| 47    | Lotte Lie                  | +4:40,9     | 1+3+0+0      |
| 55    | Anna Gandler               | +5:12,0     | 1+1+1+1      |
| 58    | Maya Cloetens              | +5:22,6     | 1+0+0+2      |
| 63    | Elisa Gasparin             | +5:39,3     | 2+1+0+1      |
| 68    | Samuela Comola             | +6:38,0     | 0+3+0+2      |
| 87    | Sara Scattolo              | +8:38,5     | 3+3+2+1      |
| DNS   | Selina Grotian             |             |              |

Gemeldet: 100
Nicht am Start: 2
Nicht beendet:  Aljona Makarowa
Dank einer soliden Laufzeit und einer überraschend fehlerfreien Schießleistung feierte Lena Häcki-Groß ihren ersten Weltcupsieg und nach Selina Gasparin den erst dritten Weltcupsieg einer Schweizer Biathletin. Julia Simon vergab den Sieg mit dem letzten Schuss, Lou Jeanmonnot erreichte dank einer starken Schlussrunde einen weiteren Podestplatz, den Vanessa Voigt knapp verpasste. Auch Juni Arnekleiv und Janina Hettich-Walz vergaben beim letzten Schießen einen möglichen Sieg, Ida Lien erreichte bei ihrem Comeback auf Anhieb einen Top-10-Platz. Weiters gab es einige persönliche Bestleistungen inklusive Weltcuppunkten durch Natalia Sidorowicz (20.), Lora Christowa (25.), Noora Kaisa Keränen (28.) und Johanna Puff (35.); Michela Carrara verfehlte zwar fünf Scheiben, überzeugte aber mit der fünftschnellsten Laufzeit. Die beste Kurszeit setzte Anamarija Lampič, alle 20 Scheiben trafen neben Häcki-Groß und Voigt Jessica Jislová (11.) und Ukaleq Slettemark (45.).

### Mixed

#### Single-Mixed-Staffel
Start: Samstag, 20. Januar 2024, 12:55 Uhr
| Platz | Land               | Sportler                                              | Zeit        | Strafrunden + Nachlader             |
| ----- | ------------------ | ----------------------------------------------------- | ----------- | ----------------------------------- |
| 1     | Deutschland        | Vanessa Voigt Justus Strelow                          | 38:58,0 min | 0+0 0+0 / 0+0 0+0 0+0 0+0 / 0+0 0+1 |
| 2     | Norwegen           | Ingrid Landmark Tandrevold Vetle Sjåstad Christiansen | +11,2       | 0+1 0+1 / 0+0 0+3 0+0 0+2 / 0+0 0+1 |
| 3     | Österreich         | Lisa Hauser Simon Eder                                | +28,3       | 0+1 0+1 / 0+0 0+1 0+0 0+0 / 0+0 0+1 |
| 4     | Italien            | Lukas Hofer Rebecca Passler                           | +37,9       | 1+3 0+1 / 0+0 0+1 0+1 0+0 / 0+0 0+0 |
| 5     | Lettland           | Baiba Bendika Andrejs Rastorgujevs                    | +39,1       | 0+1 1+3 / 0+1 0+0 0+0 0+1 / 0+0 0+0 |
| 6     | Finnland           | Suvi Minkkinen Otto Invenius                          | +41,4       | 0+0 0+2 / 0+1 0+2 0+0 0+1 / 0+1 0+0 |
| 7     | Frankreich         | Julia Simon Émilien Jacquelin                         | +1:00,1     | 0+0 0+2 / 0+1 0+0 0+1 0+2 / 0+1 2+3 |
| 8     | Estland            | Susan Külm Rene Zahkna                                | +1:05,8     | 0+1 0+1 / 0+1 0+0 0+1 0+0 / 0+2 1+3 |
| 9     | Vereinigte Staaten | Deedra Irwin Campbell Wright                          | +1:09,5     | 0+1 0+0 / 1+3 0+0 0+0 0+0 / 0+0 1+3 |
| 10    | Ukraine            | Chrystyna Dmytrenko Artem Tyschtschenko               | +1:09,9     | 0+0 0+2 / 0+1 0+0 0+1 0+0 / 0+1 0+1 |
| 0     |                    |                                                       |             |                                     |
| 15    | Schweiz            | Aita Gasparin James Pacal                             | +2:39,6     | 0+0 0+1 / 0+0 1+3 0+0 1+3 / 0+2 0+1 |

Gemeldet und am Start: 25 Staffeln
Überrundet: 6
Dank einer nahezu perfekten Schießleistung siegten Vanessa Voigt und Justus Strelow zum ersten Mal überhaupt für Deutschland in einer Single-Mixed-Staffel, dahinter klassierten sich mit dem norwegischen und dem österreichischen Team keine überraschenden Mannschaften. Sehr gute Ergebnisse gab es für Italien, Lettland, Finnland und Estland, für das estnische Team war es gleichzeitig die beste Platzierung seit dem Podestrang von Zahkna und Regina Ermits Anfang 2020. Die USA befand sich eine Zeit lang in der Spitzengruppe, fiel aber nach zwei Strafrunden zurück.

#### Mixedstaffel
Start: Samstag, 20. Januar 2024, 14:45 Uhr
| Platz | Land        | Sportler                                                                 | Zeit        | Strafrunden + Nachlader         |
| ----- | ----------- | ------------------------------------------------------------------------ | ----------- | ------------------------------- |
| 1     | Norwegen    | Juni Arnekleiv Karoline Offigstad Knotten Tarjei Bø Johannes Thingnes Bø | 1:04:36,3 h | 0+2 0+1 0+1 0+0 0+2 0+1 0+1 0+0 |
| 2     | Italien     | Dorothea Wierer Lisa Vittozzi Didier Bionaz Tommaso Giacomel             | +22,3       | 0+0 0+0 0+0 0+1 0+1 0+1 0+0 0+2 |
| 3     | Schweden    | Anna Magnusson Elvira Öberg Jesper Nelin Martin Ponsiluoma               | +1:07,8     | 0+0 0+0 0+1 0+3 0+0 0+3 0+0 0+2 |
| 4     | Schweiz     | Amy Baserga Lena Häcki-Groß Joscha Burkhalter Sebastian Stalder          | +1:20,6     | 0+3 0+0 0+1 0+1 0+3 0+0 0+0 0+0 |
| 5     | Frankreich  | Lou Jeanmonnot Jeanne Richard Éric Perrot Quentin Fillon Maillet         | +1:33,5     | 0+0 0+1 0+1 0+3 0+1 0+0 0+0 0+0 |
| 6     | Tschechien  | Tereza Voborníková Markéta Davidová Jonáš Mareček Tomáš Mikyska          | +2:16,6     | 0+1 0+1 0+0 1+3 0+3 0+0         |
| 7     | Österreich  | Tamara Steiner Anna Juppe Felix Leitner David Komatz                     | +2:42,7     | 0+0 0+0 0+0 0+1 0+2 0+1 0+0 0+0 |
| 8     | Deutschland | Janina Hettich-Walz Sophia Schneider Johannes Kühn Benedikt Doll         | +3:04,6     | 0+0 0+2 0+1 0+1 0+0 1+3 1+3 0+2 |
| 9     | Ukraine     | Anastassija Merkuschyna Julija Dschyma Denys Nassyko Dmytro Pidrutschnyj | +3:19,7     | 0+0 0+1 0+2 0+2 0+0 0+2 0+3 0+2 |
| 10    | Bulgarien   | Lora Christowa Walentina Dimitrowa Wladimir Iliew Blagoj Todew           | +4:03,3     | 0+2 0+0 0+0 0+1 0+1 0+0 0+0 0+0 |
| 0     |             |                                                                          |             |                                 |
| 12    | Belgien     | Lotte Lie Maya Cloetens Thierry Langer Florent Claude                    | +5:12,0     | 0+0 0+2 0+1 0+2 0+2 0+3 0+0 0+1 |

Gemeldet: 24 Staffeln
Nicht am Start:  Japan
Überrundet: 11
Wenig überraschend ging die Mixedstaffel, vor allem dank Tarjei Bø, nach Norwegen, Tommaso Giacomel hatte für Italien beim letzten Schießen und auf der Schlussrunde gegen Johannes Thingnes Bø das Nachsehen. Ein ähnliches Szenario ereignete sich bei Rang drei und vier, Ponsiluoma hielt auf der letzten Runde Stalder in Schach. Das deutsche Team, in der Single-Mixed-Staffel noch siegreich, enttäuschte mit Platz 8 auf ganzer Linie. Die bulgarische Mannschaft hingegen erzielte dank einer beherzten Leistung aller Athleten das beste Ergebnis in einer Mixedstaffel in ihrer Geschichte.

### Massenstart

#### Männer
Start: Sonntag, 21. Januar 2024, 12:30 Uhr
| Platz | Sportler                   | Zeit        | Schießfehler |
| ----- | -------------------------- | ----------- | ------------ |
| 1     | Vetle Sjåstad Christiansen | 35:51,4 min | 0+1+0+0      |
| 2     | Johannes Dale-Skjevdal     | +10,7       | 0+0+1+1      |
| 3     | Vebjørn Sørum              | +14,0       | 0+0+0+1      |
| 4     | Quentin Fillon Maillet     | +20,1       | 0+0+0+0      |
| 5     | Johannes Thingnes Bø       | +23,3       | 2+0+1+1      |
| 6     | Tarjei Bø                  | +34,4       | 0+0+0+1      |
| 7     | Jesper Nelin               | +43,2       | 0+1+1+0      |
| 8     | Sebastian Stalder          | +43,7       | 1+0+0+0      |
| 9     | Justus Strelow             | +59,5       | 0+0+1+1      |
| 10    | Otto Invenius              | +1:03,1     | 0+1+1+0      |
| 0     |                            |             |              |
| 13    | Philipp Nawrath            | +1:07,2     | 1+0+1+2      |
| 15    | Roman Rees                 | +1:09,7     | 1+0+1+0      |
| 16    | Benedikt Doll              | +1:10,5     | 1+0+2+1      |
| 17    | Johannes Kühn              | +1:13,8     | 0+0+2+2      |
| 20    | Lukas Hofer                | +1:27,6     | 1+0+0+2      |
| 21    | Didier Bionaz              | +1:38,6     | 1+1+2+1      |
| 24    | Danilo Riethmüller         | +1:57,3     | 1+3+0+0      |
| 25    | Simon Eder                 | +2:10,3     | 0+0+1+1      |
| 27    | Tommaso Giacomel           | +3:20,1     | 0+4+1+3      |
| 28    | Florent Claude             | +3:27,8     | 0+1+0+1      |

Gemeldet und am Start: 30
In einem erneut von Norwegen dominierten Wettkampf siegte Vetle Sjåstad Christiansen vor Johannes Dale-Skjevdal und dem extra für diesen Massenstart angereisten Vebjørn Sørum, beide überholten auf der Schlussrunde noch den fehlerfrei gebliebenen Quentin Fillon Maillet. Ihre jeweils zweitbesten Karriereresultate erzielten Jesper Nelin und Sebastian Stalder, sein überhaupt bestes Ergebnis stellte Otto Invenius mit Rang 10 auf.

#### Frauen
Start: Sonntag, 21. Januar 2024, 14:45 Uhr
| Platz | Sportler                   | Zeit        | Schießfehler |
| ----- | -------------------------- | ----------- | ------------ |
| 1     | Julia Simon                | 34:42,5 min | 0+0+1+0      |
| 2     | Lou Jeanmonnot             | +8,9        | 0+0+0+0      |
| 3     | Lena Häcki-Groß            | +20,7       | 0+0+1+0      |
| 4     | Vanessa Voigt              | +28,6       | 0+0+0+0      |
| 5     | Karoline Offigstad Knotten | +46,4       | 0+0+1+1      |
| 6     | Lisa Vittozzi              | +49,3       | 0+0+0+1      |
| 7     | Juni Arnekleiv             | +53,0       | 0+0+2+0      |
| 8     | Gilonne Guigonnat          | +55,5       | 0+0+2+0      |
| 9     | Justine Braisaz-Bouchet    | +58,4       | 1+0+1+2      |
| 10    | Amy Baserga                | +1:01,6     | 0+0+1+0      |
| 0     |                            |             |              |
| 16    | Sophia Schneider           | +1:40,5     | 0+1+0+1      |
| 19    | Aita Gasparin              | +2:10,9     | 0+0+0+1      |

Gemeldet und am Start: 30
Das Podest im Massenstart enthielt dieselben Athletinnen wie das im Einzelwettkampf, Julia Simon siegte vor Lou Jeanmonnot und Lena Häcki-Groß, die beim letzten Schießen allesamt fehlerfrei blieben. Vanessa Voigt traf erneut alle Scheiben und klassierte sich wie im Einzel auf dem vierten Rang. Persönliche Bestleistungen gab es durch Gilonne Guigonnat und Amy Baserga mit den Rängen 8 und 10, Janina Hettich-Walz und Franziska Preuß traten aus gesundheitlichen Gründen nicht an.

## Auswirkungen auf den Gesamtweltcup
| Rang | Name                       | Punkte | Siege | Verän- derung |
| ---- | -------------------------- | ------ | ----- | ------------- |
| 1    | Johannes Thingnes Bø       | 806    | 4     |               |
| 2    | Johannes Dale-Skjevdal     | 714    | 1     |               |
| 3    | Tarjei Bø                  | 708    | 1     |               |
| 4    | Vetle Sjåstad Christiansen | 582    | 2     |               |
| 5    | Endre Strømsheim           | 549    | 1     |               |
| 6    | Sturla Holm Lægreid        | 548    | 0     |               |
| 7    | Martin Ponsiluoma          | 476    | 0     |               |
| 8    | Benedikt Doll              | 465    | 2     |               |
| 9    | Johannes Kühn              | 444    | 0     |               |
| 10   | Tommaso Giacomel           | 431    | 0     |               |

| Rang | Name                       | Punkte | Siege | Verän- derung |
| ---- | -------------------------- | ------ | ----- | ------------- |
| 1    | Ingrid Landmark Tandrevold | 719    | 2     |               |
| 2    | Justine Braisaz-Bouchet    | 689    | 4     |               |
| 3    | Lisa Vittozzi              | 671    | 2     |               |
| 4    | Julia Simon                | 662    | 2     |               |
| 5    | Elvira Öberg               | 602    | 1     |               |
| 6    | Lou Jeanmonnot             | 590    | 2     |               |
| 7    | Lena Häcki-Groß            | 559    | 1     |               |
| 8    | Franziska Preuß            | 539    | 0     |               |
| 9    | Karoline Offigstad Knotten | 522    | 0     |               |
| 10   | Vanessa Voigt              | 475    | 0     |               |

## Debütanten
Folgende Athleten nahmen zum ersten Mal an einem Biathlon-Weltcup teil. Dabei kann es sich sowohl um Individualrennen, als auch um Staffelrennen handeln.
| Männer               | Frauen        |
| -------------------- | ------------- |
| Rasmus Schiellerup   | Sara Scattolo |
| Danilo Riethmüller   | Choi Yoo-nah  |
| Jakob Kulbin         |               |
| James Pacal          |               |
| Dmytrij Hruschtschak |               |